# Internationaal Bewijs van Inenting of Profylaxe

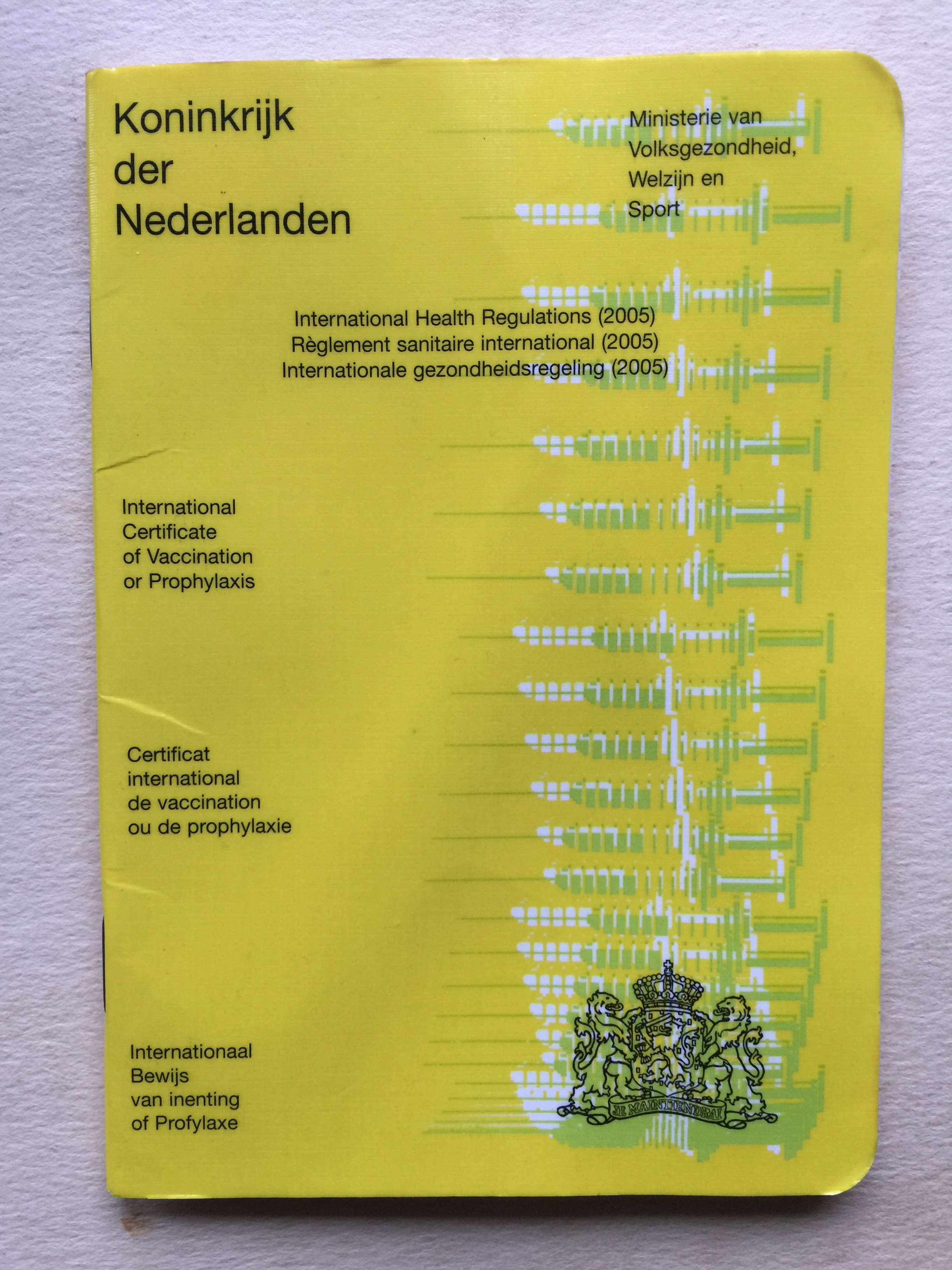
Gele boekje uit Nederland, 2008

Het Internationaal Bewijs van Inenting of Profylaxe, Engels: International Certificate of Vaccination or Prophylaxis, afgekort ICVP, Frans: Certificat internationale de vaccination ou de prophylaxie, populair het gele boekje of vaccinatieboekje, is een officieel vaccinatiebewijs van de Wereldgezondheidsorganisatie WHO. Als reisdocument is het een soort 'medisch paspoort' dat internationaal erkend is en als vereiste gesteld kan worden voor het betreden van bepaalde landen waar reizigers een verhoogd gezondheidsrisico lopen.
Het ICVP is geen immuniteitspaspoort. Het belangrijkste verschil is dat vaccinatiebewijzen zoals het ICVP laten zien of iemand gevaccineerd is terwijl een immuniteitspaspoort laat zien of iemand immuun is. Aangezien een individu vaak immuun wordt na het doormaken van een bepaalde ziekte, zouden immuniteitspaspoorten individuen kunnen aanmoedigen om zich met een ziekte te laten besmetten in de hoop daarvan te herstellen om immuniteit te verkrijgen. Een vaccinatiepaspoort daarentegen zet mensen niet aan zich te laten besmetten, maar wél om zich eventueel te laten vaccineren.
Het werd in 2021 in Nederland mogelijk om een vaccinatie tegen COVID-19 in het boekje op te nemen, vooruitlopend op een digitaal vaccinatiebewijs.

## Bijnaam
Het ICVP heeft als bijnaam carte jaune in het Frans en yellow card in het Engels, die afkomstig is van de gele kleur van het document. In Nederland wordt het boekje, uitgegeven door SDU het gele boekje genoemd. Het feit dat vaccinatie tegen gele koorts een veelvoorkomende vereiste is voor internationale reizigers heeft bijgedragen aan de associatie van het document met de kleur geel, hoewel het ICVP gebruikt kan worden voor een breed scala aan vaccinaties en booster shots, niet alleen maar tegen gele koorts.

## Geschiedenis

### Voorgeschiedenis
Op de oudste voorbeelden van een “gezondheidspas” bevestigt een plaatselijke overheid dat in de streek of stad geen besmettelijke ziekte heerst, en de houder dus vrij mag reizen. Zo is een pas uit 1722 bekend, waarmee een reiziger uit Montecchio een reistoelating verkreeg, aangezien “er geen pest heerst”. Een gelijkaardig attest uit 1832 in het kanton Wallis geeft reistoelating aangezien “in de streek geen cholera of andere besmettelijke ziekte heerst”.
In de 19e eeuw komt het omgekeerde voor: zo reikte in 1828 Gibraltar bewijzen uit aan personen die de gele koorts hadden doorgemaakt.

### Internationale Sanitaire Conventies 1933–1951

Een Internationaal Bewijs van Inenting of Herinenting tegen Gele Koorts, uitgegeven in de Sovjet-Unie in 1985.

Het Internationaal Bewijs van Inoculatie en Vaccinatie werd vastgesteld op de Internationale Sanitaire Conventie voor de Luchtvaart van 1933 in Den Haag, die in werking trad op 1 augustus 1935 en in 1944 werd geamendeerd. Na het amendement van 1944, regelde de Conventie, naast Persoonlijke, Luchtvaartuigelijke en Zeevarende Gezondheidsverklaringen, vijf certificaten:
1. International Certificate of Inoculation Against Cholera – cholera
2. International Certificate of Inoculation Against Yellow Fever – gele koorts
3. International Certificate of Immunity Against Yellow Fever – gele koorts
4. International Certificate of Inoculation Against Typhus Fever – vlektyfus
5. International Certificate of Vaccination Against Smallpox – pokken

### Internationale Sanitaire Regeling 1951–1969
De Wereldgezondheidsorganisatie, Engels: World Health Organization, afgekort WHO, werd op 22 juli 1946 opgericht met de goedkeuring van haar Statuut, dat in werking trad op 7 april 1948. Het Statuut van de Wereldgezondheidsorganisatie bevatte onder meer een bepaling om 'de werkzaamheden tot het uitroeien van epidemische, endemische en andere ziekten te stimuleeren en te bevorderen' (Artikel 2.g) en bepaalde dat de Wereldgezondheidsvergadering (Engels: World Health Assembly) bevoegd was om 'regelingen aan te nemen, betreffende eisen te stellen op sanitair gebied en op het gebied der quarantaine, alsmede betreffende werkwijzen op ander terrein, die ten doel hebben de internationale verspreiding van ziekten tegen te gaan' (Artikel 21.a).
De vierde Wereldgezondheidsvergadering nam op 25 mei 1951 te Genève de Internationale Sanitaire Regeling aan (ook bekend als Regeling No. 2 van de Wereldgezondheidsorganisatie), ter 'vervanging van en aanvulling op' de eerdere Internationale Sanitaire Conventies. De Regeling bevestigde de geldigheid en het gebruik van de bestaande internationale vaccinatiebewijzen (Artikel 115) en updatete het oude model met een nieuwe versie (Appendices 2, 3, 4). De vermelde certificaten werden gebruikt als bewijs voor vaccinatie tegen ziekten zoals cholera, gele koorts en pokken; de term 'inoculatie' werd niet meer gehanteerd. De oude Internationale Bewijzen van Inoculatie en Vaccinatie bleven geldig totdat ze verliepen, waarna ze werden vervangen door het nieuwe Internationaal Bewijs van Inenting (Engels: International Certificate of Vaccination, ICV). Op 23 mei 1956 wijzigde de Negende Wereldgezondheidsvergadering de vorm van het Internationaal Bewijs van Inenting of Herinenting tegen Pokken per 1 oktober 1956.

### Internationale Gezondheidsregeling 1969–heden

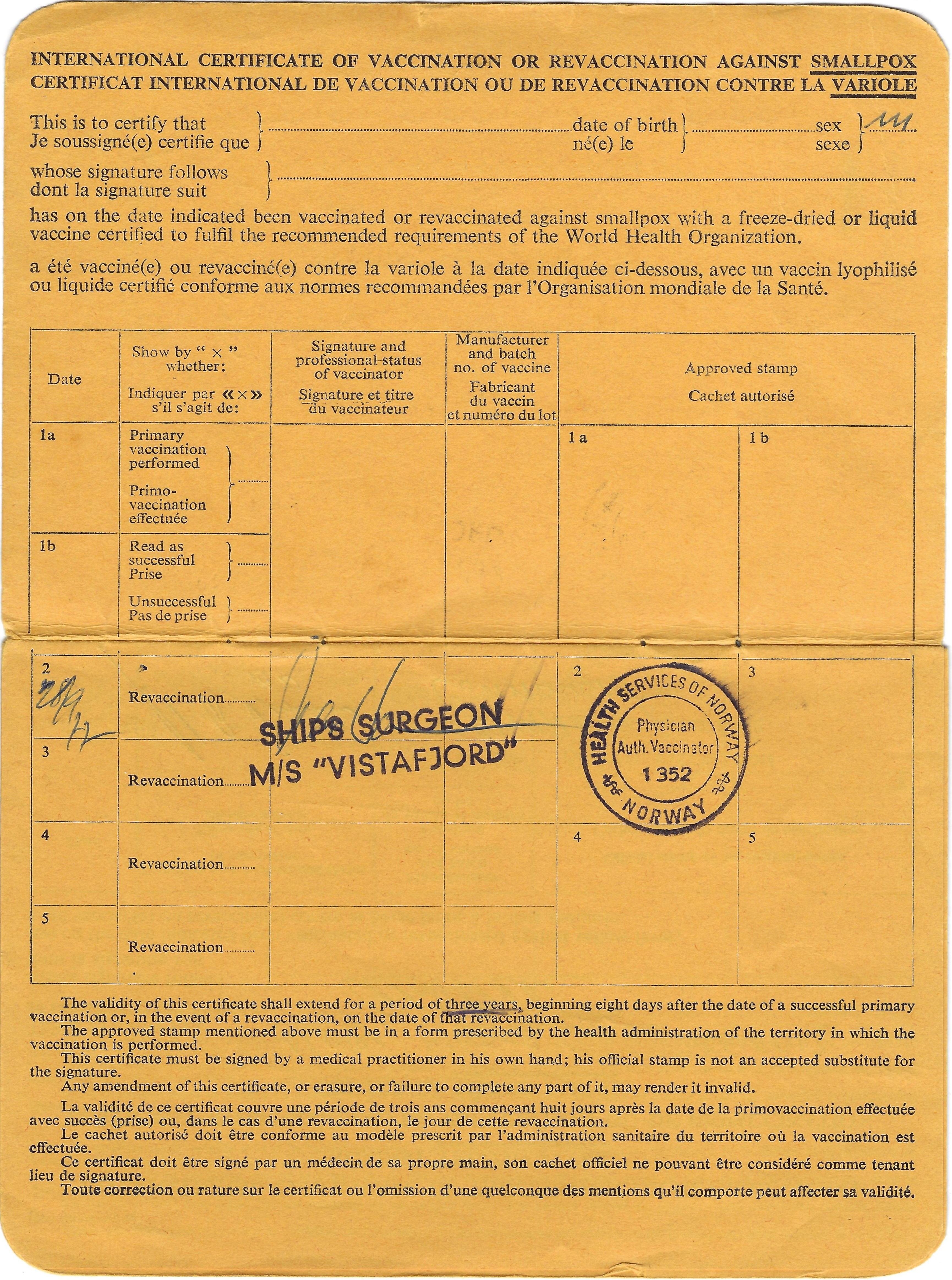
Internationaal Bewijs van Vaccinatie tegen Pokken (1977) uit Noorwegen

De Wereldgezondheidsvergadering nam in 1969 de Internationale Gezondheidsregeling (IHR) aan, die de eerdere Internationale Sanitaire Conventies en Regelingen vervingen. Artikel 79 van de IHR introduceerde een model Internationaal Bewijs van Inenting en Appendix 2 en Annex VI bepaalden een aantal voorwaarden waaraan het certificaat moest voldoen om als geldig te worden beschouwd, zoals te worden gedrukt en ingevuld in het Engels en het Frans (een derde taal naar keuze mocht worden toegevoegd als dat relevant was voor het gebied waarin het werd uitgegeven). De IHR van 1969 focusten op vier ziektes: cholera, de pest, pokken en gele koorts; Artikel 51 gaf echter aan dat vaccinatie tegen de pest 'niet vereist zal zijn als voorwaarde voor een persoon om toegelaten te worden tot een gebied.' De Wereldgezondheidsvergadering concludeerde in 1973 dat vaccinatie tegen cholera niet in staat was om de verspreiding van cholera van het ene land naar het andere te voorkomen en verwijderde deze vereiste uit de herziening van de IHR van 1973; cholera werd uit verwijderd uit het ICV.
De ICV was het meest succesvol in het geval van pokken. Het verplichte bezit van een vaccinatiebewijs heeft aanzienlijk bijgedragen aan het aantal reizigers dat gevaccineerd werd. Dat heeft geholpen bij het indammen van de verspreiding van de pokken, vooral toen de luchtvaart enorm uitbreidde in de jaren 1960 en 1970 en de reistijd tussen endemische landen en alle andere landen reducerende tot luttele uren. Nadat pokken in 1980 met succes waren uitgeroeid werd het Internationaal Bewijs van Vaccinatie tegen Pokken afgeschaft in 1981. De nieuwe editie van het formulier uit 1983 bevatte geen bepaling meer over pokkenvaccinatie. Zodoende bleef alleen gele koorts over als een vaccinatievereiste voor internationaal reizen waarvoor het ICV werd gebruikt.
Tegen 1994 stelde Saoedi-Arabië het wettelijk verplicht voor pelgrims die voor de jaarlijkse hadj naar Mekka kwamen om zich in te enten tegen Meningokokken-meningitis. Ook het Center for Disease Control adviseerde Amerikanen die reisden naar landen in de Afrikaanse meningitisgordel of Kenia, Tanzania en Burundi om het vaccin te nemen, vooral als ze er tijdens de droge tijd (december–juni) op bezoek waren.
De SARS-epidemie van 2002–2004 was de drijvende kracht achter de herziening van de Internationale Gezondheidsregeling op 23 mei 2005; deze trad in werking op 15 juni 2007.:1 Op die dag werd verving het model Internationaal Bewijs van Inenting of Profylaxe (Engels: International Certificate of Vaccination or Prophylaxis, ICVP) vervat in Annex 6 van de Internationale Gezondheidsregeling, in 2005 gewijzigd, het Internationaal Bewijs van Inenting of Herinenting tegen Gele Koorts vervat in Appendix 2 van de Internationale Gezondheidsregeling (1969).

## Inhoud

### Vereiste onderdelen

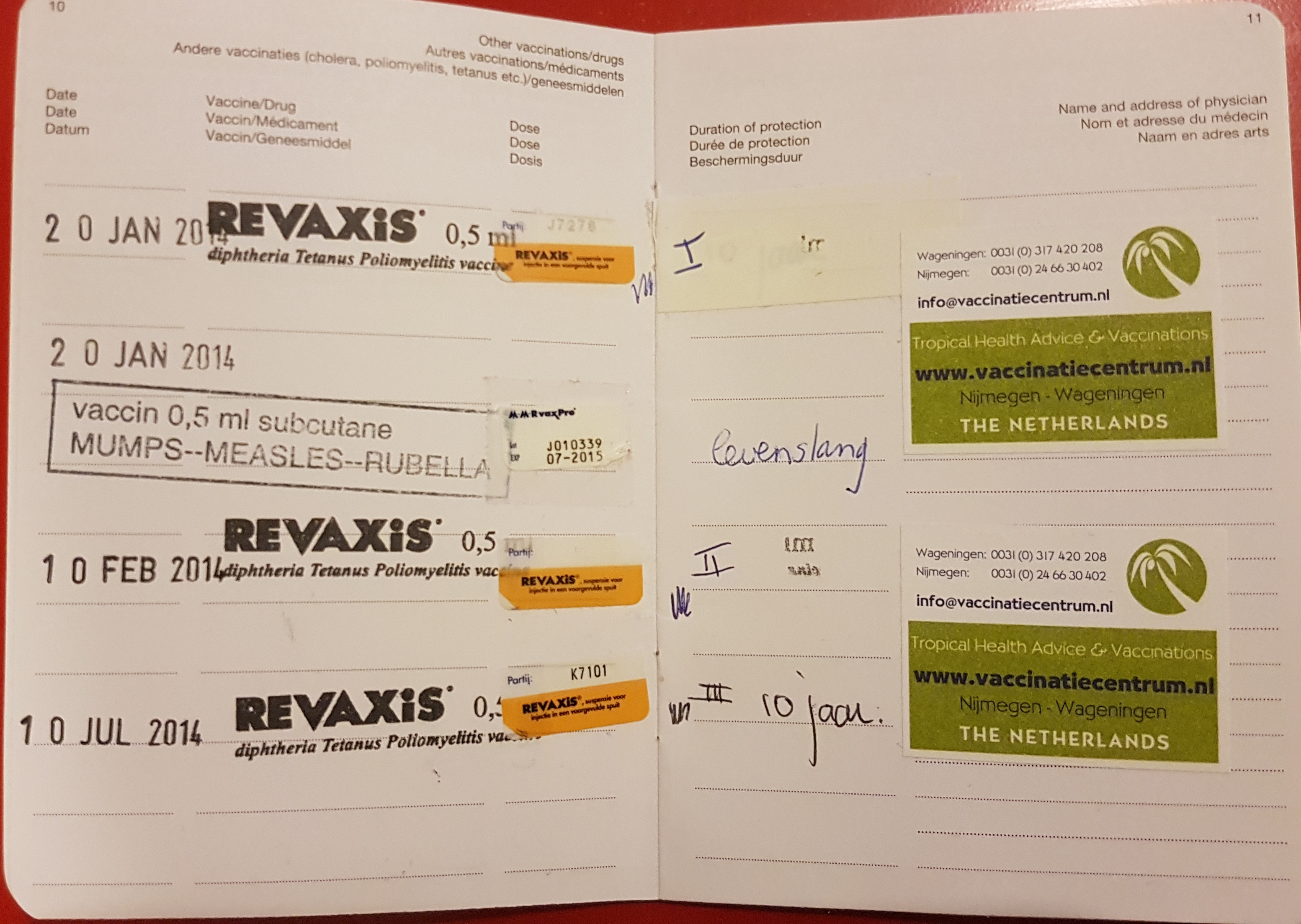
Een Nederlands ICVP met bewijs van vaccinatie tegen difterie, tetanus, polio (DTP) en bof, mazelen en rodehond (BMR)

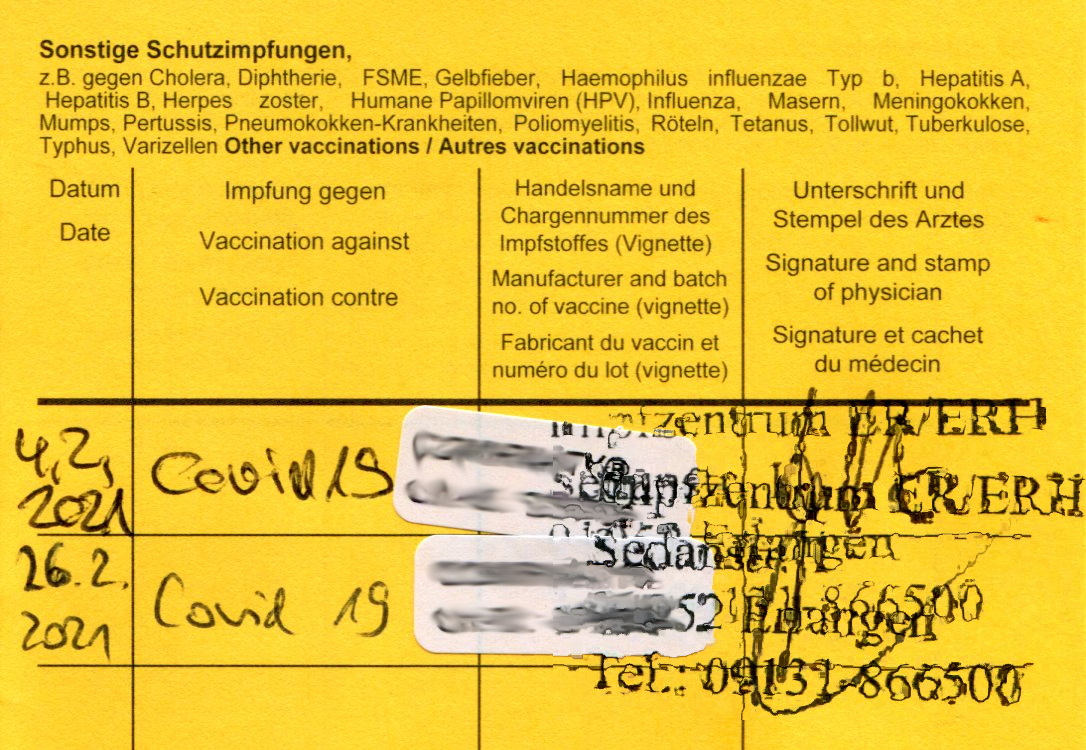
Een Duits ICVP met bewijs van vaccinatie tegen COVID-19 (BioNTech/Pfizer-vaccin)

Het belangrijkste onderdeel van het ICVP is een formulier dat artsen invullen na het toedienen van een vaccin. Dit deel is verplicht door de Internationale Gezondheidsregeling, dat de vorm van het document vastlegt. Het bevat ruimte voor de personalia van de reiziger, waaronder naam, geboortedatum, sekse, handtekening, nationaliteit, woonplaats en land. Daaronder is een rij voor ieder ontvangen vaccin, waarbij de arts moet aangeven welk vaccin of welke profylaxe er is toegediend op welke datum, met handtekening, de fabrikant, het batchnummer, de geldigheidsdatum en een officiële stempel van het vaccinatiecentrum.
Verder zet het document uiteen aan welke vereisten er moet worden voldaan om geldig te zijn. Het ICVP is alleen geldig voor vaccins die door de WHO zijn goedgekeurd. Het formulier moet geheel in het Engels of Frans worden ingevuld door een medisch beoefenaar of bevoegd zorgwerker en de officiële stempel van het vaccinatiecentrum bevatten. Het certificaat is geldig zo lang als de vaccins die erin staan geldig zijn.

### Aanvullende onderdelen
Het formulier kan aanvullende informatie bevatten. In 2007 liet de WHO een boekje verschijnen met daarin de volgende aanvullende hoofdstukken.

#### Informatie voor reizigers
Het onderdeel Informatie voor reizigers adviseert reizigers om hun huisarts te raadplegen om te bepalen welke vaccinaties of profylaxe er gepast zijn voorafgaand aan een internationale reis en om hun huisarts in te lichten als zijn als zij na terugkomst van een internationale reis ziek worden.

#### Bescherming tegen malaria
Malaria is een ernstige ziekte waar nog geen vaccin voor bestaat. Het ICVP adviseert reizigers om zich met een klamboe tegen steekmuggen, tegen muskieten te beschermen of insectwerende middelen, omdat steekmuggen malaria kunnen overdragen. Reizigers kunnen ook hun arts raadplegen voor mariatabletten, die regelmatig moeten worden genomen voor de gehele duur van de voorgeschreven periode.

#### Informatie voor artsen
Het ICVP geeft artsen instructies voor het invullen van het certificaat. Het geeft artsen ook richtlijnen om contra-indicaties te documenteren in gevallen waarbij de reiziger een medische oorzaak heeft waarom ze een bepaald vaccin niet kunnen nemen. Dit onderdeel herinnert artsen er ook aan om rekening te houden met reis-gerelateerde ziektes als zij een patiënt behandelen die ziek is geworden na een reis.

## Aanvullende informatie

### Gele koorts

Vaccinatie tegen gele koorts 10 dagen voor het betreden van dit land/gebied is vereist voor reizigers uit...
Alle landen
Risicolanden (inclusief luchthaventransfers)
Risicolanden (exclusief luchthaventransfers)
Geen vereiste (risicoland)
Geen vereiste (geen risicoland)

Het gele koorts-vaccin is de meest vereiste inenting voor internationale reizigers. Reizigers die bepaalde landen of gebieden willen betreden moeten minstens 10 dagen voordat ze de grens oversteken gevaccineerd zijn tegen gele koorts en bij de grensovergang een vaccinatiebewijs kunnen tonen.:45 In de meeste gevallen hangt deze reisvereiste af van of de Wereldgezondheidsorganisatie het land van vertrek heeft aangewezen als een 'land met risico op gele koorts-overdracht', oftewel 'risicoland'. In een paar landen maakt het niet uit welk land de reiziger vandaan komt: iedereen die deze landen wil betreden moet tegen gele koorts zijn gevaccineerd. Er zijn uitzonderingen voor pasgeboren kinderen; in de meeste gevallen hoeft een kind pas ingeënt te worden als het minstens 9 maanden of 1 jaar oud is.
Het ICVP-formulier is geldig 10 dagen nadat men het gele koorts-vaccin heeft ontvangen. Per 2016 is het vaccin levenslang geldig. Er hoeven geen wijzigingen te worden gemaakt voor degenen die het vaccin of het ICVP voor 2016 hebben ontvangen.

### Uitzonderingen
In het geval dat reizigers om medische redenen niet gevaccineerd kunnen worden tegen een bepaalde ziekte, kunnen hun huisartsen hen documentatie leveren over hun toestand. Reizigers kunnen gehouden worden aan extra vereisten, zoals isolatie, quarantaine of observatie. Een reiziger die weigert om een vaccin of profylaxe te nemen die vereist is kan aan soortgelijke vereisten worden gehouden of de toegang tot een land of gebied worden ontzegd. In sommige gevallen mogen gelijkaardige militaire formulieren worden uitgegeven in plaats van het ICVP, zolang de formulieren maar dezelfde informatie bevatten.

### Digitale versies
Door het voorkomen van vervalste certificaten in sommige gebieden hebben verschillende landen, waaronder Zimbabwe, Zambia en Nigeria, besloten om digitale certificaten te ontwikkelen om de echtheid van een ICVP te controleren. Per juli 2019 vereist Nigeria dat haar burgers een digitale "e-Yellow Card" hebben voor buitenlandse reizen. Deze kaart heeft een QR-code die gescand kan worden om de geldigheid te checken. Deze vereiste geldt niet voor reizigers uit andere landen met geldige Internationale Vaccinatiebewijzen, maar degenen die in Nigeria arriveren en nog niet tegen gele koorts zijn ingeënt kunnen het vaccin en de e-Yellow Card ontvangen bij aankomst.